# 亚洲金织布鸟
亚洲金织布鸟（学名：Ploceus hypoxanthus）也称亚洲金织雀，一种分布于东南亚的雀形目鸟类，隶属于织布鸟科织布鸟属。本种最早由瑞典博物学家安德斯·斯帕尔曼于1788年描述发表。